# Great Eastern Main Line
La Great Eastern Main Line è una delle più importanti linee ferroviarie britanniche, che collega la stazione di Liverpool Street, nella Città di Londra, con Norwich, nel Norfolk. Serve numerose città dell'Est dell'Inghilterra, tra cui Shenfield, Chelmsford, Colchester e Ipswich.
Il principale utilizzo della linea è per il trasporto passeggeri da e per Londra, in particolare per la City, che è servita dalla stazione di Liverpool Street, e per l'area a est di Londra incluso il distretto finanziario dei Docklands, raggiungibili dalla stazione di Stratford con la metropolitana o la DLR.

## Storia
Il primo tratto della linea, costruito dalla Eastern Counties Railway (ECR), fu inaugurato nel giugno 1839 tra un capolinea temporaneo di breve durata a Devonshire Street, nell'East End di Londra, e Romford, nell'Essex. Il capolinea londinese fu spostato nel luglio 1840 a Shoreditch (in seguito ribattezzato Bishopsgate), dopo il 1900 nel quartiere di Bethnal Green, e all'estremità orientale la linea fu prolungata di 9,7 km fino a Brentwood nello stesso anno. Altre 55 km di binari furono aggiunte fino a Colchester entro il 1843. Lo scartamento della linea era originariamente di 1.524 mm, ma fu convertito in uno scartamento standard di 1.435 mm nel 1844.
Il tratto di linea tra Colchester e Ipswich fu costruito dalla Eastern Union Railway (EUR) a scartamento standard e aperto al traffico passeggeri nel giugno 1846. La società sorella, la Ipswich and Bury Railway, costruì una linea fino a Bury St Edmunds, che fu completata nel novembre 1846. Le due società condivisero gli stessi uffici, molti direttori e personale chiave, e iniziarono a operare come società unificata con il nome EUR dal 1º gennaio 1847. Nel dicembre 1849 fu inaugurato un prolungamento da un nuovo scambio a Haughley fino a Norwich Victoria, anche se la posizione di quest'ultima stazione era precaria e nel novembre 1851 fu aperto al traffico regolare un raccordo per consentire ad alcuni treni di operare nella stazione di Norwich (Thorpe).
Alla fine del XIX secolo la linea principale a doppio binario fu ampliata con l'aggiunta di altri binari per far fronte al traffico crescente. Nel 1854 fu aggiunto un terzo binario tra Bow Junction e Stratford per agevolare i servizi della London, Tilbury and Southend Railway, che all'epoca operavano via Stratford.
Fino al 1860 i treni che servivano la città di Ipswich utilizzavano una stazione chiamata Ipswich Stoke Hill, situata a sud del tunnel di Stoke. L'attuale stazione della città si trova a nord del tunnel.
L'ECR aveva affittato l'EUR dal 1854, ma negli anni Sessanta del XIX secolo le ferrovie dell'East Anglia erano in difficoltà finanziarie e la maggior parte di esse era stata affittata all'ECR; esse desideravano unirsi formalmente, ma non riuscirono a ottenere l'accordo del governo fino al 1862, quando dall'unione delle due ferrovie fu costituita la Great Eastern Railway (GER).